# Backtracks (Poco)
Backtracks è un album raccolta dei Poco, pubblicato dalla MCA Records nel dicembre del 1982.

## Tracce
Lato A
1. Heart of the Night – 4:49 (Paul Cotton) – Tratto dall'album Legend (1978)
2. Keep on Tryin' – 2:54 (Timothy B. Schmit) – Tratto dall'album Head over Heels (1975)
3. Midnight Rain – 4:25 (Paul Cotton) – Tratto dall'album Under the Gun (1980)
4. Widowmaker – 4:25 (Rusty Young) – Tratto dall'album Blue and Gray (1981)
5. Crazy Love – 2:55 (Rusty Young) – Tratto dall'album Legend (1978)

Lato B
1. Legend – 4:16 (Rusty Young) – Tratto dall'album Legend (1978)
2. Indian Summer – 4:39 (Paul Cotton) – Tratto dall'album Indian Summer (1977)
3. Under the Gun – 3:11 (Paul Cotton) – Tratto dall'album Under the Gun (1980)
4. Rose of Cimarron – 6:42 (Rusty Young) – Tratto dall'album Rose of Cimarron (1976)

## Musicisti
- Paul Cotton - chitarra elettrica, chitarra acustica, voce, chitarra gretsch white falcon
- Rusty Young - chitarra pedal steel, mandolino, chitarra acustica, dobro, banjo, sitar
- Timothy B. Schmit - basso, armonica, voce (brani: A2, B2 e B4)
- Charlie Harrison - basso, voce, armonie vocali (brani: A1, A3, A4, A5, B1 e B3)
- Kim Bullard - tastiera, voce (brani: A3, A4, A5 e B3)
- George Grantham - batteria, timpani, voce (brani: A2, B2 e B4)
- Steve Chapman - batteria (brani: A1, A3, A4, A5, B1 e B3)
- Richard Sanford Orshoff - produttore (brani: A1, A5 e B1)
- Poco - produttore (brani: A2, B2 e B4)
- Mark Harman - produttore (brani: A2, B2 e B4)
- Mark Flicker - produttore (brani: A3, A4 e B3)